# Sacco y Vanzetti (película)
Sacco y Vanzetti (Sacco e Vanzetti) es un docudrama italiano realizado en 1971, dirigido por Giuliano Montaldo. La película presenta una dramatización de los eventos que rodearon el caso de Sacco y Vanzetti.

## Generalidades

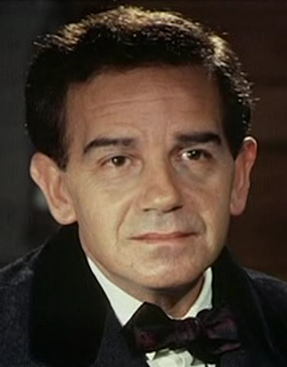
Riccardo Cucciolla (1924 - 1999) en el papel de Nicola Sacco.

La película cuenta la historia real de Nicola Sacco y Bartolomeo Vanzetti, dos italianos que emigraron a los Estados Unidos de América a principios del siglo XX. Ambos tenían ideología anarquista y acudían a reuniones sindicalistas obreras. 
Sacco y Vanzetti es una película de 1971 dirigida por Giuliano Montaldo y protagonizada por Gian Maria Volonté y Riccardo Cucciolla. Rosanna Fratello recibió la Cinta de Plata por su interpretación del papel de la esposa de Sacco, Rosa Sacco. 
En la competencia en el 24.º Festival de Cannes, le valió el premio de interpretación masculina al Mejor Actor a Riccardo Cucciolla.
La película, según el testimonio de su director, ha contribuido significativamente a la revisión del proceso histórico, a airear como se aplicaba la justicia y la mala conducta intencional de los jueces, y a dar a conocer este caso olvidado a la opinión pública de EE. UU. y de fuera del mismo. Fue una de las primeras películas que trató de los fallos judiciales dolosos por motivación política.
Cuando se proyectó en Italia en un cine por primera vez en el centro de Roma, sufrió un ataque incendiario. 
En 2005 se hizo una nueva versión para la televisión, con respectivamente Sergio Rubini y Ennio Fantastichini como protagonistas. 
La canción de cierre, "Here's to you" (Esto es para usted), cantada por Joan Báez, se incluyó en la película La vida acuática con Steve Zissou y en el videojuego  Metal Gear Solid V: Ground Zeroes y Metal Gear Solid 4: Guns of the Patriots remasterizada por Harry Gregson-Williams.

## Producción
Rodada casi enteramente en Estados Unidos, usando casi completamente actores italianos. Bartolomé Vanzetti es protagonizado por Gian Maria Volonté, uno de los actores más emblemáticos del “cine político”, Riccardo Cucciolla encarna a Nicolo Sacco. La música corrió a cargo del celebrado Ennio Morricone.
Ennio Morricone escribió una notable banda sonora para la película y ha llegado a ser una de las más famosas. Joan Báez tras escucharla, quiso participar en su grabación. Su banda sonora se popularizó gracias a una balada cantada por Joan Báez, con música del propio Morricone. El compositor, además, escribió una exquisita melodía dramática, a modo de réquiem, con la que dignificó a los personajes en su calvario y que se aprovechó en la película como principal sustento emocional y de denuncia. Esta banda sonora fue una de las cumbres alcanzadas por Morricone en su carrera. Una realización en música para coros y un himno político que en  1971 le valió el premio Nastro d'argento.

## Argumento
En el año 1920, en Estados Unidos de América tras un ataque con bomba atribuido al movimiento anarquista y nunca reivindicado por anarquistas, las fuerzas de seguridad y las autoridades locales investigan a los inmigrantes, especialmente italianos. Nicola y Bartolomeo son detenidos bajo cargos de robo a mano armada y asesinato. El proceso no solo demuestra su inocencia, sino la voluntad de las autoridades de EE. UU. para llevar a cabo un acto de represalia política, en forma de una condena a muerte, que castigue de una manera ejemplar a los dos anarquistas italianos. De nada sirvieron las numerosas movilizaciones y protestas de la comunidad local, no solo italiana, sino también de miembros de numerosos comités de liberación.
La película muestra como ambos acusados se enfrentaron al juicio y como se desarrolló el mismo. Las declaraciones de Vanzetti, intentando colaborar y acogerse más tarde a la clemencia del tribunal, para arrepentirse después y la valentía de Sacco, que desde el primer momento no se plegó a las presiones, rechazó realizar peticiones de clemencia dando pruebas plenamente de su inocencia. Ambos, Vanzetti colaborando y Sacco en su posición, fueron condenados a morir en la silla eléctrica. El 23 de agosto de 1927, los inmigrantes italianos Nicola Sacco y Bartolomeo Vanzetti fueron ejecutados en la silla eléctrica en Massachusetts, Estados Unidos. Habían sido condenados por un robo a mano armada que nadie creyó que hubiesen cometido, pero el verdadero motivo fue su ideología anarquista.
La película de Montaldo es sobre todo una adaptación simplificada del argumento minuciosamente documentado de Herbert Ehrmann, según el cual el robo y asesinato de un pagador en South Braintree, Massachusetts, de los que se culpó a los anarquistas italianos, fueron en realidad obra de una organización criminal conocida como la banda de Morelli. La trama nos lleva a escenas de la lucha de clases en Boston, con un conflicto de lucha social “dura” contra el cual Frederick Katzmann, un fiscal al servicio de los poderes establecidos, educado en Harvard, capaz de firmar la condena a dos inmigrantes italianos “subversivos” que ya son personajes de la historia universal. 
La historia de Sacco y Vanzetti tal como es presentada en la película, no fue solamente un caso de mero error judicial, sino todo un ejemplo de la instrumentalización del sistema de justicia en defensa de los intereses políticos de la mayoría conservadora que entendió la condena como un escarmiento. Los dos anarquistas fueron ejecutados por ser tales y, por lo tanto, representantes de un “peligro social”; por ser inmigrantes y pobres; y por ser italianos, extranjeros, como advertencia para otros. La película está concentrada en el juicio, queda patente la falta de pruebas y la resolución injusta, sugiriéndose incluso un acuerdo entre el juez y el fiscal, algo que estuvo en cabeza de los que se opusieron.